# Praga Mignon
A Praga Mignon egy négyajtós limuzin (szedán), orrmotorral, amely a hátsó kerekeket hajtja. 2,3 literes motorja szívó, oldaltszelepelt, 4 hengeres, amely 29,5 LE (29,9 LE/22 kW) teljesítményt ad le 2000-es fordulatszámon. A motor 4 sebességes manuális sebességváltón keresztül hajtja a kerekeket. A tömege 1450 kg. A megengedett maximális sebesség 80 km/h (50 mph).
Karosszéria típusa 4/5 személyes szedán/limuzin
```
Ajtók száma 4
```

Nyomtáv/futófelület (hátsó) Hosszúság 4500 mm 177,2 hüvelyk
```
szélesség 1620 mm 63,8 hüvelyk
tengelytáv arány 1,5 
```

Saját tömeg 1450 kg 3197 font 
Erőátviteli motor típusa szívó benzin
```
Motorgyártó Praga
Soros 4 Hengeres Űrtartalom 2,3 liter 2296 cc (140,111 cu in)
Furat × Löket 75 × 130 mm 2,95 × 5,12
furat/löket arány 0,58
szelep (SV) 2 szelep hengerenként 8 szelepes
maximális teljesítmény 29,9 LE (29,5 LE) (22 kW) 2000 ford./percnél
Fajlagos teljesítmény 9,6 kW/liter 13 LE/liter 12,8 LE/liter 0,21 LE/cu
Zenith karburátor 
```

főtengely csapágyak 2
```
Motor hűtőfolyadék Víz 
```

A Praga Mignont kis példányszámban készítette az érsekvadkerti Hunor Autó az 1930-as években áramvonalasabb karosszériával.